# Tunísia a la Copa del Món de futbol
Aquest és el registre dels resultats de Tunísia a la Copa del Món. Encara que hi ha participat diverses vegades, Tunísia no ha estat mai campiona.

## Resum d'actuacions
Campions      Finalistes      Tercers      Quarts
Un requadre vermell indica que eren amfitrions del campionat.
| Historial a la Copa del Món | Historial a la Copa del Món | Historial a la Copa del Món | Historial a la Copa del Món | Historial a la Copa del Món | Historial a la Copa del Món | Historial a la Copa del Món | Historial a la Copa del Món | Historial a la Copa del Món |
| Edició                      | Ronda                       | Posició                     | PJ                          | PG                          | PE                          | PP                          | GF                          | GC                          |
| --------------------------- | --------------------------- | --------------------------- | --------------------------- | --------------------------- | --------------------------- | --------------------------- | --------------------------- | --------------------------- |
| 1930                        | Integrada a França          | Integrada a França          | Integrada a França          | Integrada a França          | Integrada a França          | Integrada a França          | Integrada a França          | Integrada a França          |
| 1934                        | Integrada a França          | Integrada a França          | Integrada a França          | Integrada a França          | Integrada a França          | Integrada a França          | Integrada a França          | Integrada a França          |
| 1938                        | Integrada a França          | Integrada a França          | Integrada a França          | Integrada a França          | Integrada a França          | Integrada a França          | Integrada a França          | Integrada a França          |
| 1950                        | Integrada a França          | Integrada a França          | Integrada a França          | Integrada a França          | Integrada a França          | Integrada a França          | Integrada a França          | Integrada a França          |
| 1954                        | Integrada a França          | Integrada a França          | Integrada a França          | Integrada a França          | Integrada a França          | Integrada a França          | Integrada a França          | Integrada a França          |
| 1958                        | No hi participà             | No hi participà             | No hi participà             | No hi participà             | No hi participà             | No hi participà             | No hi participà             | No hi participà             |
| 1962                        | No es classificà            | No es classificà            | No es classificà            | No es classificà            | No es classificà            | No es classificà            | No es classificà            | No es classificà            |
| 1966                        | Es retirà                   | Es retirà                   | Es retirà                   | Es retirà                   | Es retirà                   | Es retirà                   | Es retirà                   | Es retirà                   |
| 1970                        | No es classificà            | No es classificà            | No es classificà            | No es classificà            | No es classificà            | No es classificà            | No es classificà            | No es classificà            |
| 1974                        | No es classificà            | No es classificà            | No es classificà            | No es classificà            | No es classificà            | No es classificà            | No es classificà            | No es classificà            |
| 1978                        | Primera fase                | 9è                          | 3                           | 1                           | 1                           | 1                           | 3                           | 2                           |
| 1982                        | No es classificà            | No es classificà            | No es classificà            | No es classificà            | No es classificà            | No es classificà            | No es classificà            | No es classificà            |
| 1986                        | No es classificà            | No es classificà            | No es classificà            | No es classificà            | No es classificà            | No es classificà            | No es classificà            | No es classificà            |
| 1990                        | No es classificà            | No es classificà            | No es classificà            | No es classificà            | No es classificà            | No es classificà            | No es classificà            | No es classificà            |
| 1994                        | No es classificà            | No es classificà            | No es classificà            | No es classificà            | No es classificà            | No es classificà            | No es classificà            | No es classificà            |
| 1998                        | Primera fase                | 26è                         | 3                           | 0                           | 1                           | 2                           | 1                           | 4                           |
| 2002                        | Primera fase                | 29è                         | 3                           | 0                           | 1                           | 2                           | 1                           | 5                           |
| 2006                        | Primera fase                | 24è                         | 3                           | 0                           | 1                           | 2                           | 3                           | 6                           |
| 2010                        | No es classificà            | No es classificà            | No es classificà            | No es classificà            | No es classificà            | No es classificà            | No es classificà            | No es classificà            |
| 2014                        | No es classificà            | No es classificà            | No es classificà            | No es classificà            | No es classificà            | No es classificà            | No es classificà            | No es classificà            |
| 2018                        | Primera fase                | 24è                         | 3                           | 1                           | 0                           | 2                           | 5                           | 8                           |
| 2022                        | Primera fase                | 21è                         | 3                           | 1                           | 1                           | 1                           | 2                           | 3                           |
| 2026                        | Pendent                     | Pendent                     | Pendent                     | Pendent                     | Pendent                     | Pendent                     | Pendent                     | Pendent                     |
| 2030                        | Pendent                     | Pendent                     | Pendent                     | Pendent                     | Pendent                     | Pendent                     | Pendent                     | Pendent                     |
| 2034                        | Pendent                     | Pendent                     | Pendent                     | Pendent                     | Pendent                     | Pendent                     | Pendent                     | Pendent                     |
| Total                       | Primera fase                | Primera fase                | 18                          | 3                           | 5                           | 10                          | 15                          | 28                          |

## Argentina 1978

### Primera fase: Grup 2
| Pos | Equip               | PJ | PG | PE | PP | GF | GC | DG  | Pts | Classificació           |
| --- | ------------------- | -- | -- | -- | -- | -- | -- | --- | --- | ----------------------- |
| 1   | Polònia             | 3  | 2  | 1  | 0  | 4  | 1  | +3  | 5   | Avança a la segona fase |
| 2   | Alemanya Occidental | 3  | 1  | 2  | 0  | 6  | 0  | +6  | 4   | Avança a la segona fase |
| 3   | Tunísia             | 3  | 1  | 1  | 1  | 3  | 2  | +1  | 3   |                         |
| 4   | Mèxic               | 3  | 0  | 0  | 3  | 2  | 12 | −10 | 0   |                         |

| Tunísia                                | 3–1     | Mèxic                  |
| -------------------------------------- | ------- | ---------------------- |
| Kaabi 55' · Ghommidh 79' · Dhouieb 87' | Informe | Vázquez Ayala 45' (p.) |

| Polònia  | 1–0     | Tunísia |
| -------- | ------- | ------- |
| Lato 43' | Informe |         |

| Alemanya Occidental | 0–0     | Tunísia |
| ------------------- | ------- | ------- |
|                     | Informe |         |

## Rússia 2018

### Primera fase: Grup G
| Pos | Equip      | PJ | PG | PE | PP | GF | GC | DG | Pts | Classificació        |
| --- | ---------- | -- | -- | -- | -- | -- | -- | -- | --- | -------------------- |
| 1   | Bèlgica    | 3  | 3  | 0  | 0  | 9  | 2  | +7 | 9   | Avança a segona fase |
| 2   | Anglaterra | 3  | 2  | 0  | 1  | 8  | 3  | +5 | 6   | Avança a segona fase |
| 3   | Tunísia    | 3  | 1  | 0  | 2  | 5  | 8  | −3 | 3   |                      |
| 4   | Panamà     | 3  | 0  | 0  | 3  | 2  | 11 | −9 | 0   |                      |

| Tunísia        | 1–2     | Anglaterra      |
| -------------- | ------- | --------------- |
| Sassi 35' (p.) | Informe | Kane 11', 90+1' |

| Bèlgica                                                    | 5–2     | Tunísia                  |
| ---------------------------------------------------------- | ------- | ------------------------ |
| E. Hazard 6' (p.), 51' · Lukaku 16', 45+3' · Batshuayi 90' | Informe | Bronn 18' · Khazri 90+3' |

| Panamà            | 1–2     | Tunísia                      |
| ----------------- | ------- | ---------------------------- |
| Meriah 33' (p.p.) | Informe | Ben Youssef 51' · Khazri 66' |